# 159 Емилија
159 Емилија (енгл. 159 Aemilia) је астероид главног астероидног појаса. Приближан пречник астероида је 124,97 km,
а средња удаљеност астероида од Сунца износи 3,098 астрономских јединица (АЈ).
Инклинација (нагиб) орбите у односу на раван еклиптике је 6,128 степени, а орбитални период износи 1992,440 дана (5,455 година). Ексцентрицитет орбите астероида износи 0,110.
Апсолутна магнитуда астероида износи 8,12 а геометријски албедо 0,063.
Астероид је откривен 26. јануара 1876. године.